# Kanada na Svetovnem prvenstvu v hokeju na ledu 2009
Kanada na Svetovnem prvenstvu v hokeju na ledu 2009 ED, ki je potekalo med 24. aprilom in 10. majem 2009 v švicarskih mestih Bern in Kloten. 

## Postava
- Selektor: Lindy Ruff (pomočnika: Barry Trotz in Dave Tippett)
- Vratarji: Dwayne Roloson, Josh Harding, Chris Mason
- Branilci: Dan Hamhuis, Drew Doughty, Chris Phillips, Luke Schenn, Shea Weber, Ian White, Joel Kwiatkowski
- Napadalci: Scottie Upshall, Derek Roy, Shawn Horcoff, Mike Fisher, Dany Heatley, Steve Stamkos, Matthew Lombardi, Shane Doan (kapetan), Colby Armstrong, Martin St. Louis, James Neal, Jason Spezza

## Tekme

### Skupinski del
| 24. april 2009 | Belorusija | 1 – 6 | Kanada | Schluefweg, Kloten |

| Poročilo tekme | Poročilo tekme     | Poročilo tekme         | Poročilo tekme                                                                                            | Poročilo tekme                                            |
| -------------- | ------------------ | ---------------------- | --- | --------------------------------------------------------- |
| Začetek: 16:15 | M. Grabovski 52:44 | ( 0 – 2, 0 – 0, 1 – 4) | 01:05 S. Stamkos 14:29 (PP1) S. Stamkos 44:27 J. Spezza 46:01 M. Fisher 50:44 D. Heatley 54:05 D. Heatley | Gledalci: 5.232 Sodnika: Sami Partanen Sodnika: Jyri Rönn |

| 26. april 2009 | Kanada | 9 – 0 | Madžarska | Schluefweg, Kloten |

| Poročilo tekme | Poročilo tekme | Poročilo tekme         | Poročilo tekme | Poročilo tekme                                                  |
| -------------- | --- | ---------------------- | -------------- | --------------------------------------------------------------- |
| Začetek: 20:15 | M. St. Louis 05:18 S. Weber (PP1) 09:40 D. Roy 12:35 J. Neal 12:48 M. St. Louis 27:35 S. Weber (PP1) 29:03 M. Fisher (PP1) 41:06 M. St. Louis 44:51 J. Spezza 50:55 | ( 4 – 0, 2 – 0, 3 – 0) |                | Gledalci: 5.506 Sodnika: Rick Looker Sodnika: Daniel Piechaczek |

| 28. april 2009 | Kanada | 7 – 3 | Slovaška | Schluefweg, Kloten |

| Poročilo tekme | Poročilo tekme | Poročilo tekme         | Poročilo tekme                                             | Poročilo tekme                                                    |
| -------------- | --- | ---------------------- | ---------------------------------------------------------- | ----------------------------------------------------------------- |
| Začetek: 20:15 | D. Roy (PP1) 04:50 S. Doan (PP2) 06:54 J. Spezza (PP1) 16:51 I. White 29:39 S. Weber (PP2) 33:41 S. Stamkos (PP1) 35:04 J. Spezza 42:04 | ( 3 – 0, 3 – 1, 1 – 2) | 26:05 T. Surový 55:40 (PP1) M. Hossa 58:48 (PP1) D. Graňák | Gledalci: 6.300 Sodnika: Thomas Sterns Sodnika: Marcus Vinnerborg |

### Kvalifikacijski krog
| 30. april 2009 | Kanada | 5 – 1 | Češka | Schluefweg, Kloten |

| Poročilo tekme | Poročilo tekme                                                                                         | Poročilo tekme         | Poročilo tekme  | Poročilo tekme                                                        |
| -------------- | --- | ---------------------- | --------------- | --------------------------------------------------------------------- |
| Začetek: 20:15 | S. Stamkos (PP1) 07:20 S. Stamkos (PP1) 13:40 S. Weber (PP1) 17:05 D. Heatley 40:22 M. St. Louis 49:55 | ( 3 - 0, 0 - 0, 2 - 1) | 57:20 A. Hemský | Gledalci: 5.967 Sodnika: Vjačeslav Bulanov Sodnika: Marcus Vinnerborg |

| 3. maj 2009 | Norveška | 1 – 5 | Kanada | Schluefweg, Kloten |

| Poročilo tekme | Poročilo tekme                  | Poročilo tekme         | Poročilo tekme                                                                             | Poročilo tekme                                              |
| -------------- | ------------------------------- | ---------------------- | ------------------------------------------------------------------------------------------ | ----------------------------------------------------------- |
| Začetek: 16:15 | M. Zuccarello Aasen (PP1) 12:53 | ( 1 – 3, 0 – 2, 0 – 0) | 04:40 (PP1) M. Lombardi 17:08 D. Hamhuis 18:03 S. Stamkos 20:37 J. Spezza 32:07 D. Doughty | Gledalci: 4.023 Sodnika: Rick Looker Sodnika: Sören Persson |

| 4. maj 2009 | Kanada | 3 - 4 (PS) | Finska | Schluefweg, Kloten |

| Poročilo tekme | Poročilo tekme                                                      | Poročilo tekme                       | Poročilo tekme                                                                  | Poročilo tekme                                                       |
| -------------- | ------------------------------------------------------------------- | ------------------------------------ | ------------------------------------------------------------------------------- | -------------------------------------------------------------------- |
| Začetek: 20:15 | J. Spezza (PP1) 16:02 D. Heatley (PP1) 38:16 D. Heatley (PP1) 49:20 | ( 1 - 2, 1 - 1, 1 - 0, 0 - 0, 0 - 1) | 04:02 T. Pihlman 07:54 A. Salmela 37:22 (PP1) N. Kapanen 65:00 (GWS) H. Hyvönen | Gledalci: 5.970 Sodnika: Vjačeslav Bulanov Sodnika: Marcus Vinneborg |

### Četrtfinale
| 7. maj 2009 | Kanada | 4 – 2 | Latvija | PostFinance Arena, Bern |

| Poročilo tekme | Poročilo tekme                                                                  | Poročilo tekme         | Poročilo tekme                            | Poročilo tekme                                               |
| -------------- | ------------------------------------------------------------------------------- | ---------------------- | ----------------------------------------- | ------------------------------------------------------------ |
| Začetek: 16:15 | D Heatley 26:37 D. Hamhuis (PP1) 34:03 S. Stamkos (PP1) 37:47 M. Lombardi 43:07 | ( 0 – 0, 3 – 1, 1 – 1) | 37:30 (SH1) G. Galviņš 41:27 H. Vasiļjevs | Gledalci: 8.042 Sodnika: Danny Kurmann Sodnika: Peter Orszag |

### Polfinale
| 8. maj 2009 | Kanada | 3 – 1 | Švedska | PostFinance Arena, Bern |

| Poročilo tekme | Poročilo tekme                                   | Poročilo tekme         | Poročilo tekme    | Poročilo tekme                                                     |
| -------------- | ------------------------------------------------ | ---------------------- | ----------------- | ------------------------------------------------------------------ |
| Začetek: 20:15 | D. Roy 06:51 S. Horcoff 29:53 D. Roy (PP1) 30:38 | ( 1 – 0, 2 – 0, 0 – 1) | 46:14 L. Eriksson | Gledalci: 11.477 Sodnika: Vjačeslav Bulanov Sodnika: Danny Kurmann |

### Finale
| 10. maj 2009 | Rusija | 2 - 1 | Kanada | PostFinance Arena, Bern |

| Poročilo tekme | Poročilo tekme                           | Poročilo tekme         | Poročilo tekme  | Poročilo tekme                                            |
| -------------- | ---------------------------------------- | ---------------------- | --------------- | --------------------------------------------------------- |
| Začetek: 20:30 | O. Saprikin (PP1) 12:59 A. Radulov 34:30 | ( 1 - 1, 1 - 0, 0 - 0) | 05:37 J. Spezza | Gledalci: 11.454 Sodnika: Peter Orszag Sodnika: Jyri Rönn |

## Seznam reprezentantov s statistiko

### Vratarji
| #  | Igralec        | OT | OMIN | PG | PGT  | KM | PPPG | PSHG |
| 30 | Dwayne Roloson | 9  | 304  | 11 | 2,17 | 0  | 4    | 0    |
| 37 | Josh Harding   | 1  | 0    | 0  | 0    | 0  | 0    | 0    |
| 50 | Chris Mason    | 8  | 240  | 4  | 1    | 0  | 1    | 1    |
| -- | -------------- | -- | ---- | -- | ---- | -- | ---- | ---- |

### Drsalci
| #  | Igralec             | OT | DG | DA | TOČ | DGT  | DAT  | DPPG | DPPGT | DSHG | DSHGT | KM |
| 2  | Dan Hamhuis         | 9  | 2  | 2  | 4   | 0,22 | 0,22 | 1    | 0,11  | 0    | 0     | 16 |
| 3  | Drew Doughty        | 9  | 1  | 6  | 7   | 0,11 | 0,66 | 0    | 0     | 0    | 0     | 4  |
| 4  | Chris Phillips      | 9  | 0  | 3  | 3   | 0    | 0,33 | 0    | 0     | 0    | 0     | 12 |
| 5  | Luke Schenn         | 9  | 0  | 1  | 1   | 0    | 0,11 | 0    | 0     | 0    | 0     | 0  |
| 6  | Shea Weber          | 9  | 4  | 8  | 12  | 0,44 | 0,88 | 4    | 0,44  | 0    | 0     | 6  |
| 7  | Ian White           | 5  | 1  | 2  | 3   | 0,2  | 0,4  | 0    | 0     | 0    | 0     | 0  |
| 8  | Scottie Upshall     | 8  | 0  | 1  | 1   | 0    | 0,13 | 0    | 0     | 0    | 0     | 27 |
| 9  | Derek Roy           | 9  | 4  | 4  | 8   | 0,44 | 0,44 | 2    | 0,22  | 0    | 0     | 4  |
| 10 | Shawn Horcoff       | 9  | 1  | 1  | 2   | 0,11 | 0,11 | 0    | 0     | 0    | 0     | 6  |
| 12 | Mike Fisher         | 9  | 2  | 3  | 5   | 0,22 | 0,33 | 1    | 0,11  | 0    | 0     | 14 |
| 15 | Dany Heatley        | 9  | 6  | 4  | 10  | 0,66 | 0,44 | 2    | 0,22  | 0    | 0     | 8  |
| 16 | Travis Zajac        | 5  | 0  | 0  | 0   | 0    | 0    | 0    | 0     | 0    | 0     | 2  |
| 17 | Steve Stamkos       | 9  | 7  | 4  | 11  | 0,77 | 0,44 | 5    | 0,55  | 0    | 0     | 6  |
| 18 | Matthew Lombardi    | 9  | 2  | 2  | 4   | 0,22 | 0,22 | 1    | 0,11  | 0    | 0     | 6  |
| 19 | Shane Doan          | 9  | 1  | 6  | 7   | 0,11 | 0,66 | 1    | 0,11  | 0    | 0     | 14 |
| 20 | Colby Armstrong     | 9  | 0  | 3  | 3   | 0    | 0,33 | 0    | 0     | 0    | 0     | 4  |
| 26 | Martin St. Louis    | 9  | 4  | 11 | 15  | 0,44 | 1,22 | 0    | 0     | 0    | 0     | 2  |
| 28 | James Neal          | 3  | 1  | 2  | 3   | 0,33 | 0,66 | 0    | 0     | 0    | 0     | 2  |
| 29 | Joel Kwiatkowski    | 5  | 0  | 0  | 0   | 0    | 0    | 0    | 0     | 0    | 0     | 2  |
| 44 | Marc-Edouard Vlasic | 5  | 0  | 0  | 0   | 0    | 0    | 0    | 0     | 0    | 0     | 4  |
| 55 | Braydon Coburn      | 5  | 0  | 1  | 1   | 0    | 0,2  | 0    | 0     | 0    | 0     | 4  |
| 91 | Jason Spezza        | 9  | 7  | 4  | 11  | 0,77 | 0,44 | 2    | 0,22  | 0    | 0     | 2  |
| -- | ------------------- | -- | -- | -- | --- | ---- | ---- | ---- | ----- | ---- | ----- | -- |